# الأدغال (رواية)
الأدغال (بالإنجليزية: The Jungle)‏ هي رواية صدرت عام 1906 بقلم الصحفي والروائي الأمريكي أبتون سنكلير (1878-1968). كتب سنكلير الرواية ليصور ظروف الحياة القاسية واستغلال المهاجرين في الولايات المتحدة في شيكاغو والمدن الصناعية الأخرى. مع ذلك، فإن معظم القراء اهتموا بما اكتشفه من انتهاكات صحية في مصانع تعليب اللحوم الأميركية خلال أوائل القرن العشرين، بناء على التحقيق الذي قام به لصالح صحيفة اشتراكية.
يصور الكتاب فقر الطبقة العاملة، والافتقار إلى الدعم الاجتماعي، وظروف العمل والمعيشة القاسية والبغيضة، واليأس بين العديد من العمال. وتتناقض هذه العناصر مع الفساد المتجذر لدى الناس في مراكز السلطة. وصفها الكاتب جاك لندن بأنها "كوخ العم توم" عن عبودية الأجر".
اعتبر سنكلير صحافيا كشف الفساد في الحكومة وقطاع الأعمال. ونشرها في شكل مسلسل بين 25 فبراير 1905 و 4 نوفمبر من عام 1905، في الصحيفة الاشتراكية «نداء إلى العقل». أمضى سنكلير سبعة أسابيع في عام 1904 يجمع المعلومات وهو متخفي في مصانع تعليب اللحوم في حظائر شيكاغو. تم نشرها في كتاب في 26 فبراير 1906، من قبل دار دوبلداي وفي طبعة المشتركين.
تم إنتاج نسخة سينمائية من الرواية عام 1914، ولكنها ضاعت لاحقا.

## روابط خارجية
- الأدغال على موقع الموسوعة البريطانية (الإنجليزية)